# Samba N'Diaye
Samba N'Diaye (Dakar, 30 novembre 1972) è un ex calciatore senegalese naturalizzato francese, di ruolo attaccante.

## Biografia
Suo figlio Junior è a sua volta un calciatore professionista.

## Carriera

### Calciatore
Gioca la maggior parte della sua carriera in Francia, facendo 115 presenze in Ligue 1 con Lilla, Metz e Nantes, 140 presenze in Ligue 2 tra Beauvais, Saint-Étienne, Amiens, Niort e Ajaccio. Gioca inoltre 6 partite nella Coppa Intertoto 1995 con il Metz e 2 partite nella Coppa UEFA 1996-1997, con il Nantes. Termina la carriera giocando nelle massime divisioni di Emirati Arabi Uniti e Qatar.

## Palmarès

### Club

#### Competizioni nazionali
- Coupe de la Ligue: 1

Metz: 1995-1996
- Ligue 2: 2

Saint-Étienne: 1998-1999
Ajaccio: 2001-2002